# Instituto de Prospectiva Tecnológica
El Instituto de Prospectiva Tecnológica fue una sede perteneciente al Centro Común de Investigación europeo, el cual a su vez pertenece a la Agencia Ejecutiva de Investigación, que es una agencia ejecutiva del Consejo Europeo de Investigación.
El Instituto sirvió de sede principal de la Agencia Ejecutiva de Investigación desde 1994 hasta 2010, año en el que la sede principal se movió a Budapest, que era uno de las otras cinco sedes del Centro Común de Investigación.
La actual sede en el Edificio Expo es temporal, mientras se rehabilita el edificio de la Fábrica de Artillería, para lo cual la Unión Europea ha destinado 17 millones de €.

## Historia
El Instituto de Prospectiva Tecnológica de Sevilla (IPTS) se creó por parte de la Comisión Europea en 1994 con el fin de mejorar la comprensión en la relación entre tecnología, economía y sociedad. La misión del IPTS consiste en proporcionar apoyo científico y técnico para la formulación de políticas comunitarias que entrañen una dimensión tanto socioeconómica como científico-tecnológica.
En 2004, el Instituto organizó un encuentro entre científicos europeos y estadounidenses especializados en las prospectivas tecnológicas donde se concluyó que los países tendían a prever acciones orientadas a la prospectiva tecnológica en detrimento e realizar actividades puntuales como era común hasta entonces.

## Obra
El IPTS realiza investigaciones en su ámbito y en el ámbito de la energía, contando con alrededor de 400 empleados directos trabajando en su centro. Además, también edita publicaciones como editorial en conjunto con el organismo del que depende (Centro Común de Investigación).